# WGIL
Koordinaten: 40° 56′ 46,9″ N, 90° 22′ 7,6″ W
WGIL (auch bekannt als Galesburg Radio 14) ist ein US-amerikanischer lokaler Hörfunksender aus Galesburg im US-Bundesstaat Illinois. Die Station überträgt ein News & Talk Format. Als Syndication werden u. a. die Shows Rush Limbaugh und Glen Beck (beide Premiere Networks) sowie Sport vom Fox Sport Radio übernommen. Betreiber und Eigentümer ist die Galesburg Broadcasting Company. WGIL-AM sendet auf Mittelwelle 1400 kHz und WGIL-FM simulcasted das Signal auf UKW 93,7 MHz.
Der Sender ging am 12. Juni 1938 mit einer Inaugurationszeremonie aus der Galesburg Armory auf Sendung.